# Pavlenkivka (Ozereanka), Jîtomîr
Pavlenkivka (în ucraineană Павленківка) este un sat în comuna Ozereanka din raionul Jîtomîr, regiunea Jîtomîr, Ucraina.

## Demografie
Componența lingvistică a localității Pavlenkivka
     Ucraineană (98,48%)
     Rusă (1,52%)
Conform recensământului din 2001, majoritatea populației localității Pavlenkivka era vorbitoare de ucraineană (98,48%), existând în minoritate și vorbitori de rusă (1,52%).